# Ога, Огастус
Огастус Ога (англ. Augustus Oga; род. 2 июня 1960) — кенийский боксёр, представитель средней весовой категории. Выступал за национальную сборную Кении по боксу в первой половине 1980-х годов, победитель и призёр многих турниров международного значения, участник летних Олимпийских игр в Лос-Анджелесе.

## Биография
Огастус Ога родился 2 июня 1960 года.
Первого серьёзного успеха на взрослом международном уровне добился в сезоне 1982 года, когда вошёл в основной состав кенийской национальной сборной и в зачёте средней весовой категории одержал победу на чемпионате Восточной и Центральной Африки в Булавайо. Также в этом сезоне побывал на Играх Содружества в Брисбене, где дошёл до стадии четвертьфиналов, проиграв нокаутом в третьем раунде англичанину Джимми Прайсу.
В 1984 году в среднем весе победил на Кубке короля в Бангкоке, в том числе в решающем финальном поединке взял верх над советским боксёром Валерием Лаптевым. Благодаря череде удачных выступлений удостоился права защищать честь страны на летних Олимпийских играх в Лос-Анджелесе — уже в стартовом поединке категории до 75 кг раздельным решением судей потерпел поражение от голландца Педро ван Рамсдонка и сразу же выбыл из борьбы за медали.
После лос-анджелесской Олимпиады Ога больше не показывал сколько-нибудь значимых результатов в боксе на международной арене.